# La madre (Svevo)
La madre è una novella di Italo Svevo del 1926. È stata pubblicata singolarmente (in inglese e in italiano) e in varie antologie.

## Trama
Il racconto parla della riflessione di alcuni pulcini di allevamento cresciuti in un'incubatrice sulla loro ipotetica madre.
Un pulcino di nome Curra scappa nel pollaio a fianco al suo e vede una gallina con i suoi pulcini. Quando questa cattura un lombrico e lo porge ai suoi piccoli, ancora inesperti, Curra fa un balzo e se lo mangia.
La gallina infuriata lo caccia via quasi uccidendolo.
Molti anni dopo Curra è diventato un bellissimo gallo e viene a sapere che quella gallina era morta. Egli rimane prima attristito ma poi ricorda l'episodio della sua infanzia e si sente frustrato all'idea che la madre che aveva conosciuto era tutt'altra cosa di quella figura che doveva proteggere e donare affetto ai suoi piccoli.

## Edizioni
- (EN)  Italo Svevo, The mother, translated by Ben Johnson, University of Illinois, Urbana (Ill.) 1950
- Italo Svevo, La madre, La spiga, Vimercate 1993
- Italo Svevo, La novella del buon vecchio e della bella fanciulla e altri racconti, a cura di Mario Lunetta, Tascabili economici Newton, Roma 1993
- Italo Svevo: La madre, Vino generoso, lettura di Moro Silo e Stefania Pimazzoni, Il narratore audiolibri, Zovencedo 2000
- Italo Svevo, L'assassinio di via Belpoggio e altri racconti, Il sole 24 ore, Milano 2012
- Italo Svevo, La madre = The mother, traduzione di Lacy Collison-Morley, Damocle, Venezia 2014
- Italo Svevo, Racconti sperimentali e fantastici, CentoAutori, Villaricca 2019